# Nokesville
Nokesville és una concentració de població designada pel cens dels Estats Units a l'estat de Virgínia. Segons el cens del 2000 tenia 1.236 habitants.

## Demografia
Segons el cens del 2000, Nokesville tenia 1.236 habitants, 439 habitatges, i 363 famílies. La densitat de població era de 50,4 habitants per km².
Dels 439 habitatges en un 33% hi vivien nens de menys de 18 anys, en un 67,9% hi vivien parelles casades, en un 10% dones solteres, i en un 17,1% no eren unitats familiars. En el 14,4% dels habitatges hi vivien persones soles el 5,2% de les quals corresponia a persones de 65 anys o més que vivien soles. El nombre mitjà de persones vivint en cada habitatge era de 2,82 i el nombre mitjà de persones que vivien en cada família era de 3,09.
Per edats la població es repartia de la següent manera: un 26,1% tenia menys de 18 anys, un 7,1% entre 18 i 24, un 26% entre 25 i 44, un 29,8% de 45 a 60 i un 11,1% 65 anys o més.
L'edat mediana era de 41 anys. Per cada 100 dones de 18 o més anys hi havia 98,3 homes.
La renda mediana per habitatge era de 63.793 $ i la renda mediana per família de 68.611 $. Els homes tenien una renda mediana de 41.875 $ mentre que les dones 27.188 $. La renda per capita de la població era de 24.765 $. Cap de les famílies i el 0,8% de la població estaven per davall del llindar de pobresa.

## Poblacions més properes
El següent diagrama mostra les poblacions més properes.